# Бірки (селище)
Бі́рки — селище в Україні, у Нововодолазькій селищній громаді Харківського району Харківської області України, за 2 км на південний захід від залізничної станції Бірки. 657 — 2001 (2,6 тисяч жителів (1959)). Є сільськогосподарський технікум та восьмирічна школа.

## Географічне розташування
Селище міського типу Бірки знаходиться на березі річки Джгун (в основному правому березі). Вище за течією на відстані 2,5 км розташоване село Джгун (Чугуївський район), нижче за течією на відстані 2 км — село Липкуватівка. На відстані 3 км розташовані село Бірки (Чугуївський район) і селище Залізничні Бірки (Чугуївський район). До селища примикає лісовий масив (сосна). Біля селища багато ставків, в тому числі Солдатський та Щучий.

## Історія
- 1659 — дата першої згадки[3].
- 1938 — присвоєно статус селище міського типу.

## Економіка
- Молочно-товарна ферма.

## Цікаві факти

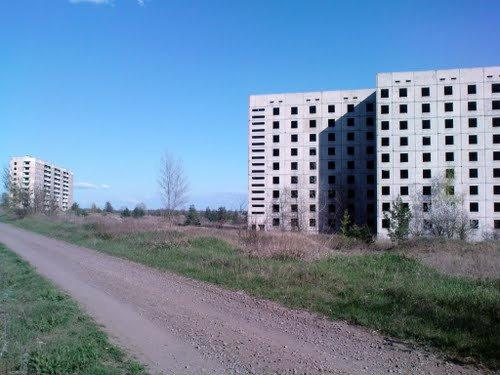
Недобудовані об'єкти інфраструктури Харківської АТЕЦ

Біля селища планували побудувати атомну електростанцію.